# Aufstand von Saaremaa

Saaremaa auf einer Landkarte von 1798

Als Aufstand von Saaremaa (estn. Saaremaa mäss oder Saaremaa ülestõus) wird ein bewaffneter Konflikt auf der größten estnischen Insel Saaremaa bezeichnet, der vom 16. bis 21. Februar 1919 stattfand.

## Hintergrund
Im Verlaufe des Ersten Weltkriegs hatte Deutschland im Herbst 1917 mit dem Unternehmen Albion die estnischen Inseln Saaremaa, Muhu und Hiiumaa besetzt, die damals die westlichen Ausläufer von Russland bildeten. Nach der Oktoberrevolution in Russland und dem Scheitern der Friedensverhandlungen zwischen Deutschland und den Bolschewiken im Februar 1918 kam es zu einer neuerlichen deutschen Offensive, der Operation Faustschlag, in deren Folge unter anderem auch ganz Estland von Deutschland besetzt wurde. Gleichzeitig hatte Estland am 24. Februar 1918, nach dem Abzug der russischen Truppen und vor dem Eintreffen der deutschen Truppen, seine Unabhängigkeit erklärt.
Nach der Novemberrevolution in Deutschland und der deutschen militärischen Niederlage wurde die Macht auf die Provisorische Regierung von Estland übertragen, das sich mittlerweile im Krieg mit Sowjetrussland befand. Die ein halbes Jahr länger währende deutsche Besetzung, während der die deutschen Gutsherrn ihre alte Macht wiedererlangt hatten, und eine schwierige wirtschaftliche Lage (nicht zuletzt durch eine vorangegangene Missernte) führten zu einer aufgeheizten Stimmung auf der Insel.

## Auslösung und Verlauf

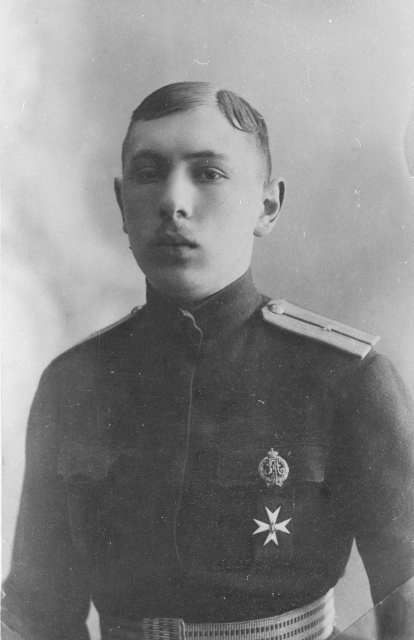
Arseni Jefimov, † 16. Februar 1919

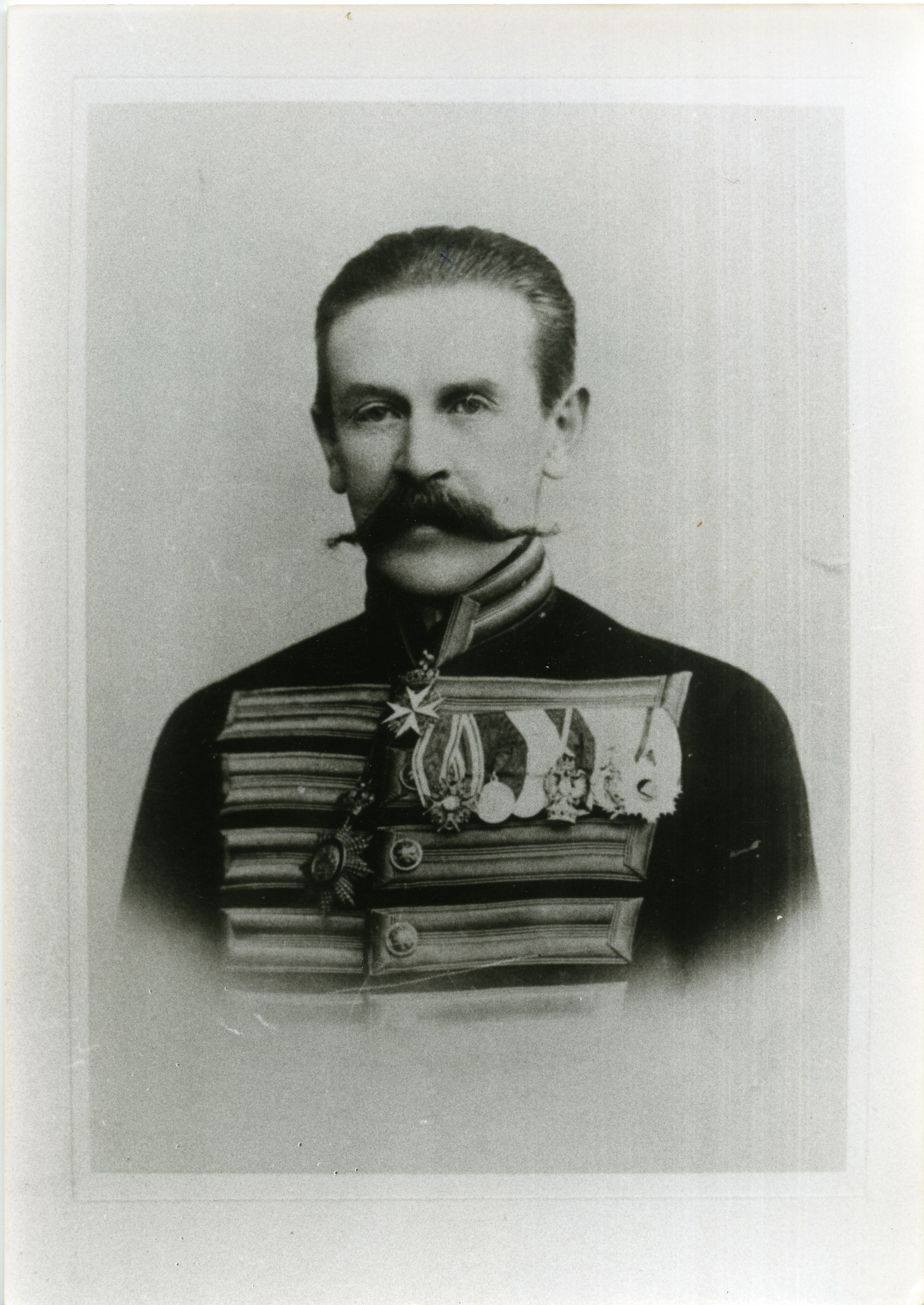
Axel von Buxhoeveden, † 16. Februar 1919

Als die estnische Provisorische Regierung auf Muhu und Saaremaa junge Männer zum Kriegsdienst einziehen wollte, regte sich Widerstand. Während der Grundbesitz der Deutschen nicht angetastet werden sollte, wie es Konstantin Päts ihnen zugesichert hatte, sollten die Esten ohne Aussicht auf Land kämpfen? – so könnte die allgemeine Stimmung auf Saaremaa beschrieben werden. Aus einer späteren Verlautbarung des Zentralkomitees der Kommunistischen Partei Estlands geht hervor, dass der Aufstand keineswegs von der Partei organisiert worden sei, sondern dem spontanen Widerstand der Inselbevölkerung entsprungen sei. Was sich ferner auf die Entwicklung auswirkte, war die mangelnde Infrastruktur, sodass man auf der Insel häufig erst mit großer Verspätung Nachrichten vom Festland erhielt. Man war über den Verlauf des Estnischen Freiheitskriegs und die Maßnahmen der Provisorischen Regierung schlecht informiert.
Nachdem Mitte Februar das Eis zwischen Muhu und dem Festland endlich fest genug war, wollten Offiziere der estnischen Streitkräfte am 16. Februar 1919 auf dem Gutshof von Kuivastu die Zwangsmobilisierung durchführen. Die herbeikommandierten 235 Männer hatten sich jedoch insgeheim bewaffnet und verweigerten den Dienst. Sie leisteten bewaffneten Widerstand, erschossen den Offizier, der die Mobilisierung vornahm, Arseni Jefimov, ebenso seine beiden Assistenten sowie auch den Gutsbesitzer Axel von Buxhoeveden. Danach töteten sie weitere Gutsbesitzer und Zivilisten. Im Laufe des ersten Tages hatten sie ganz Muhu unter ihre Kontrolle gebracht. Danach gaben die Aufständischen ihrerseits den Befehl zur Mobilisierung, um ihre Schlagkraft zu vergrößern, und trugen am Abend den Aufstand nach Saaremaa.

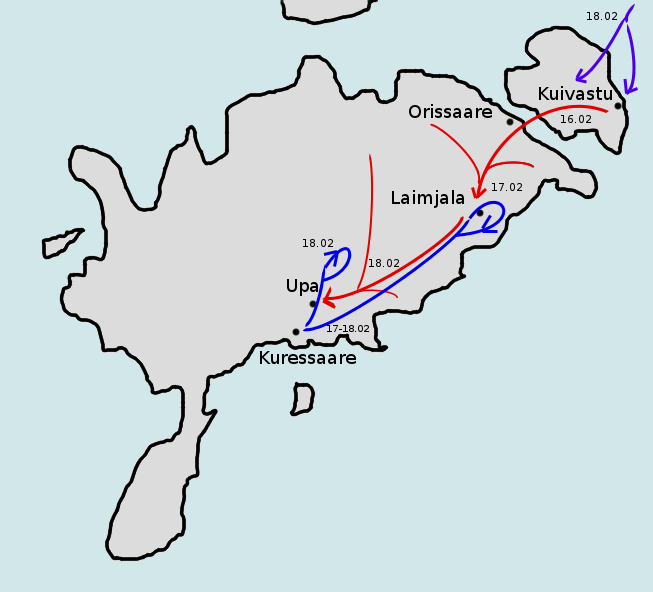
Routen der Aufständischen (rot) und der Regierungstruppen (blau) zwischen dem 16. und 18. Februar 1919

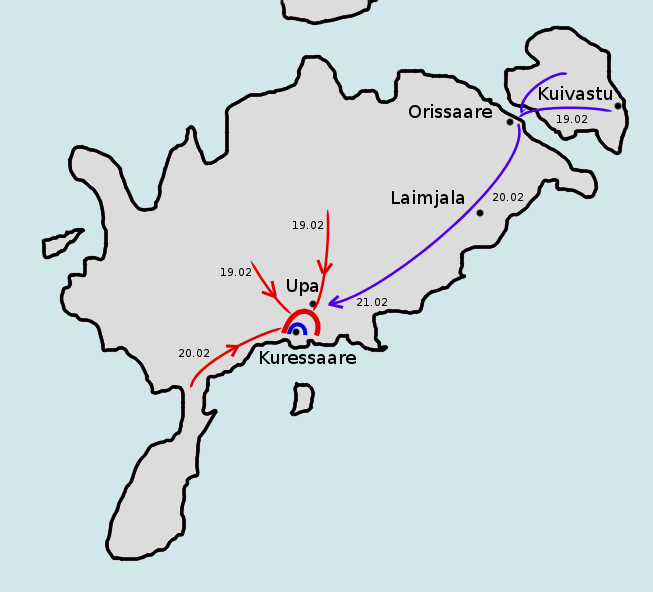
Routen der Aufständischen (rot) und der Regierungstruppen (blau) zwischen dem 19. und 21. Februar 1919

Relativ schnell wurde den Aufständischen von Kuressaare aus ein kleiner Verband regierungstreuer Truppen entgegengeschickt, der sich am 17. Februar bei Laimjala ein Gefecht mit den Aufständischen lieferte. Gleichzeitig wurde die Provisorische Regierung informiert und um Hilfstruppen gebeten. Diese trafen am 18. Februar ein und schlugen den Aufstand am 19. Februar auf Muhu nieder. In der Folge zogen sie weiter nach Saaremaa, wo sich die Aufständischen inzwischen auf die Einnahme von Kuressaare vorbereiteten. In verschiedenen Kämpfen am Rande von Kuressaare wurden die Aufständischen von den Regierungstruppen am 21. Februar bezwungen, womit der Aufstand endete. Insgesamt geht man auf der Seiten der Aufständischen von 163 Opfern aus, von denen die Hälfte in den Kampfhandlungen umkam, während die andere Hälfte nach Entscheidungen von Feldgerichten hingerichtet wurde. Die totale Anzahl der Opfer wird heute mit annähernd 200 beziffert, da auch Zivilisten umgebracht wurden.

## Folgen
Die estnische Regierung plante ohnehin eine umfassende Agrarreform, die bereits am 10. Oktober 1919 von der verfassunggebenden Versammlung verabschiedet wurde. Die Ereignisse auf Saaremaa haben mit dazu beigetragen, dass die Reform zügig vorangetrieben wurde. Man war verbittert darüber, dass „innerhalb von zwei Wochen mehr Menschen auf Saaremaa umgekommen sind als während des gesamten Weltkriegs“.